# Saint-Aubin-des-Landes
Pour les articles homonymes, voir Saint-Aubin.
Saint-Aubin-des-Landes est une commune française située dans le département d'Ille-et-Vilaine en région Bretagne, peuplée de 923 habitants (les Saint-Aubinois).

## Géographie

### Site, situation et transports

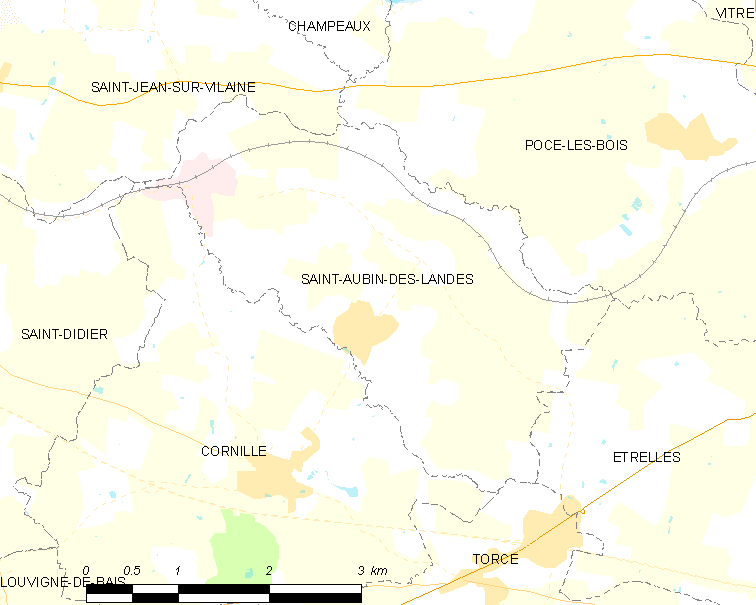
Carte de la commune de Saint-Aubin-des-Landes

Saint-Aubin-des-Landes est situé à l'est du bassin de Rennes, entre Châteaubourg et Vitré, au sud de la Vilaine et nettement au nord de la voie express route nationale 157 (l'ancienne RN 157, elle-même ancienne route royale de Paris à Rennes et ancienne Route nationale 12 jusqu'à son déclassement en 1952), désormais simple RD 857 d'Ille-et-Vilaine, passe par contre un peu au nord du territoire communal. La commune est traversée dans sa partie nord par la voie ferrée allant de Paris à Rennes et Brest et possède une halte ferroviaire, la gare des Lacs, non prévue initialement lors de la construction de la ligne ferroviaire, mais demandée en 1874, construite après l'accident ferroviaire de 1878 pour remercier Mme Hue Beaulieu d'avoir accueilli chez elle de nombreux blessés, et où s'arrêtèrent notamment pendant longtemps les pèlerins fréquentant la chapelle de Notre-Dame-de-la-Peinière (située en Saint-Didier). Un vœu du Conseil général d'Ille-et-Vilaine demanda que la gare soit dénommée "Les Lacs-Saint-Aubin-des-Landes" fut refusé par la Compagnie des chemins de fer de l'Ouest en 1907 « en raison du peu d'importance du commerce de Saint-Aubin-des-Landes ».
Le finage communal se trouve sur la rive gauche (rive sud) de la Vilaine, qui forme sa limite nord avec les communes de Saint-Jean-sur-Vilaine, Marpiré et Pocé-les-Bois ; sa limite nord-est est formée par le ruisseau de la Valière, autre affluent de rive gauche de la Vilaine, qui forme aussi limite avec Pocé-les-Bois ; sa limite ouest est formée par le ruisseau de la Bichetière, affluent de la Vilaine, qui sépare Saint-Aubin-des-Landes de la commune voisine de Cornillé. La Vilaine forme un obstacle aux communications nord-sud, seuls deux ponts l'enjambent à hauteur de la commune, celui de Brétigneul sur le CD 116 à l'ouest de la commune en direction de Marpiré et celui de la Courbe sur le CD 34 à l'est de la commune en direction de Pocé-les-Bois et Vitré.
| Saint-Jean-sur-Vilaine |                        | Pocé-les-Bois |
|                        | Saint-Aubin-des-Landes |               |
| Cornillé               | Torcé                  | Étrelles      |

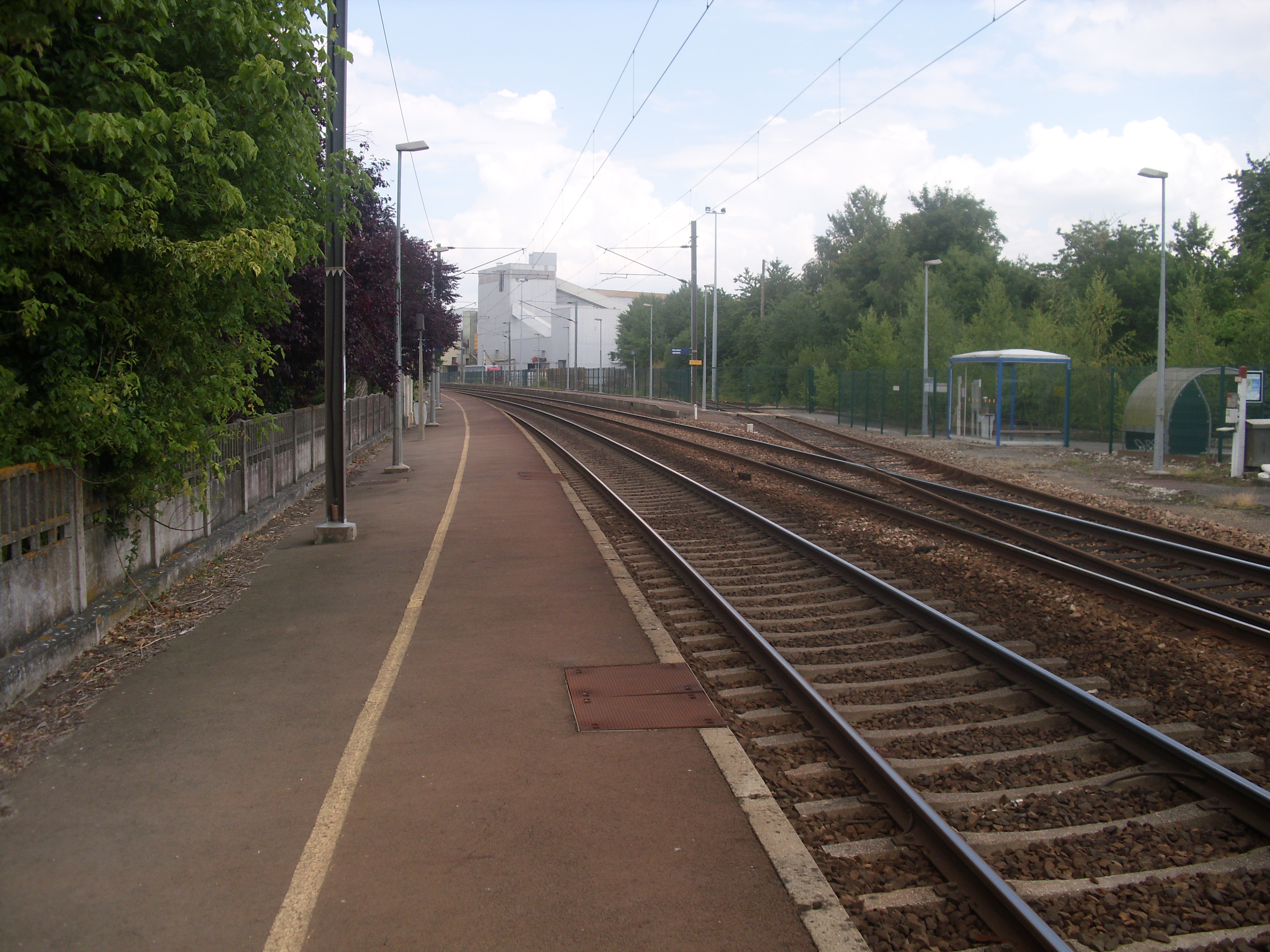
La halte ferroviaire des Lacs ; à l'arrière-plan, l'usine de transformation des débris d'ardoise

Le bourg, excentré dans la partie sud du territoire communal, est au nord de la confluence des ruisseaux de Ginette et de la Bichetière. Le paysage rural traditionnel est celui du bocage avec un habitat dispersé en hameaux et fermes isolées.

### Relief
La majeure partie du territoire communal est formé par un bas plateau situé entre 101 mètres et 75 mètres d'altitude, les seuls escarpements de modeste ampleur étant formés par le versant sud de la vallée de la Vilaine et les vallons des ruisseaux affluents précités. La Vilaine coule à une cinquantaine de mètres d'altitude.

### Géologie
Le gisement ardoisier (des schistes datant du briovérien supérieur) des Lacs (dénommé initialement "Les Las") est exploité depuis le début du XIXe siècle par Ollivier Croizé ; en 1854, on y installa une machine à vapeur de la force de 12 chevaux pour faciliter l'extraction des ardoises ; en 1859, la carrière employait 136 ouvriers et sa propriétaire d'alors, Mme Hue Beaulieu, reçut une médaille de reconnaissance des mains de l'empereur Napoléon III ; en 1862 « l'ardoisière du Las (...), appartenant au sieur Beaulieu, occupe vingt-cinq ouvriers ». En 1866, l'exploitation de la carrière fut temporairement abandonnée en raison de « deux éboulements considérables survenus » et la carrière se remplit d'eau. Rouverte en 1960 par la famille Hériau (les ardoises extraites ont été utilisées entre autres pour la couverture de nombreux monuments historiques), la carrière a à nouveau fermé en 1999, mais une activité de broyage des pertes d'ardoises (nombreuses, 95 % des ardoises extraites devaient être mises au rebut pendant la période d'exploitation) en schiste, pour fabriquer notamment des parpaings, perdure, employant 35 salariés.

### Hydrographie
Pour un article plus général, voir Réseau hydrographique d'Ille-et-Vilaine.
La commune est située dans le bassin Loire-Bretagne. Elle est drainée par la Vilaine, un bras de la vilaine, la Valière, la Bichetière, le ruisseau de Ginette,,.
La Vilaine, d'une longueur de 218 km, prend sa source dans la commune de Juvigné et se jette  dans l'Océan Atlantique à Camoël, après avoir traversé 56 communes. 

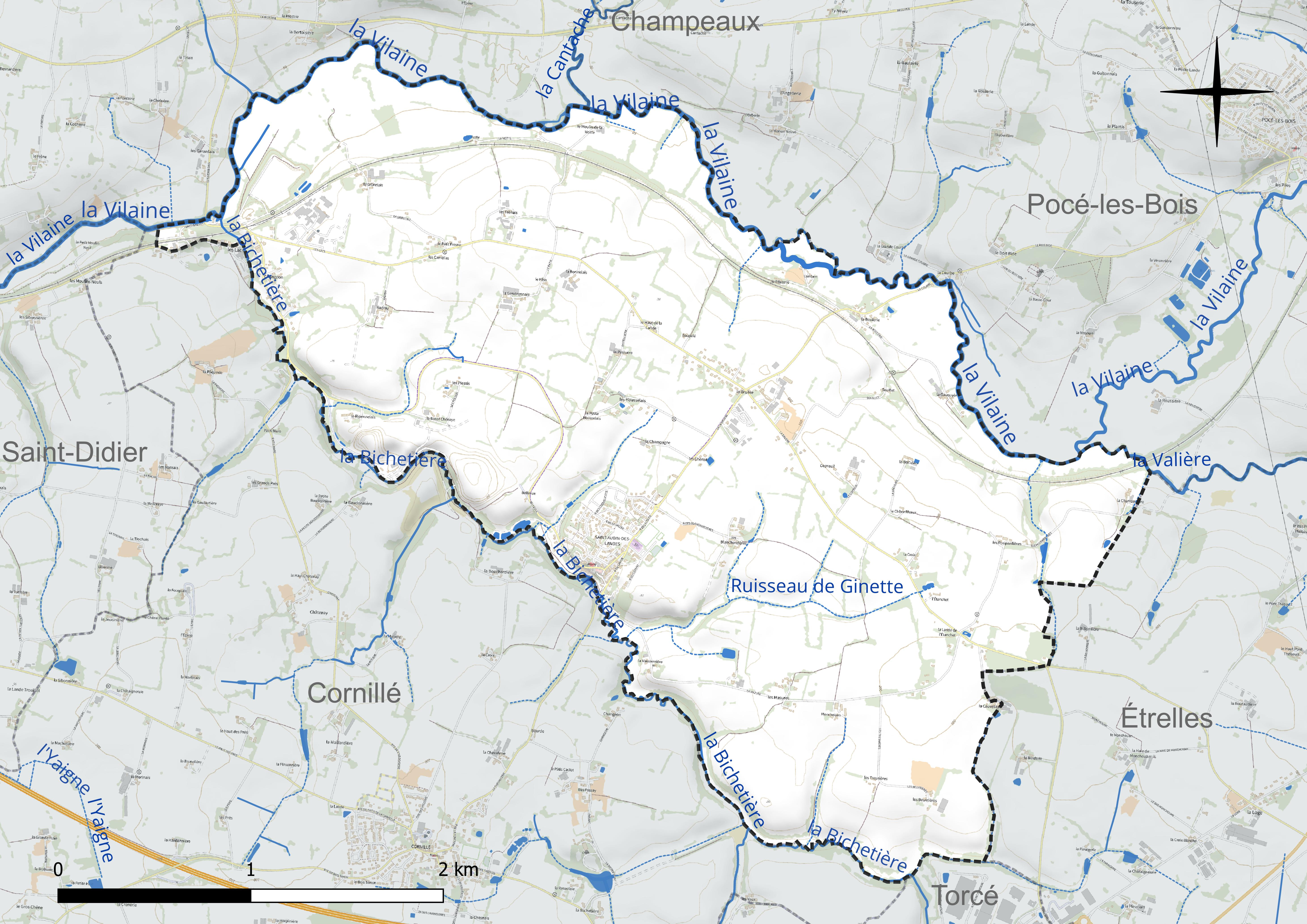
Réseau hydrographique de Saint-Aubin-des-Landes.

La Valière, d'une longueur de 28 km, prend sa source dans la commune de Saint-Pierre-la-Cour et se jette  dans la Vilaine sur la commune, après avoir traversé six communes. 
La Bichetière, d'une longueur de 11 km, prend sa source dans la commune de Étrelles et se jette  dans la Vilaine sur la commune, après avoir traversé quatre communes. 

### Climat
Pour des articles plus généraux, voir Climat de la Bretagne et Climat d'Ille-et-Vilaine.
En 2010, le climat de la commune est de type climat océanique altéré, selon une étude du CNRS s'appuyant sur une série de données couvrant la période 1971-2000. En 2020, Météo-France publie une typologie des climats de la France métropolitaine dans laquelle la commune est exposée à un climat océanique et est dans la région climatique  Bretagne orientale et méridionale, Pays nantais, Vendée, caractérisée par une faible pluviométrie en été et une bonne insolation. Parallèlement l'observatoire de l'environnement en Bretagne publie en 2020 un zonage climatique de la région Bretagne, s'appuyant sur des données de Météo-France de 2009. La commune est, selon ce zonage, dans la zone « Sud Est », avec des étés relativement chauds et ensoleillés.  
Pour la période 1971-2000, la température annuelle moyenne est de 11,3 °C, avec une amplitude thermique annuelle de 13,1 °C. Le cumul annuel moyen de précipitations est de 780 mm, avec 12,8 jours de précipitations en janvier et 7,1 jours en juillet. Pour la période 1991-2020, la température moyenne annuelle observée sur la station météorologique la plus proche, située sur la commune d'Arbrissel à 19 km à vol d'oiseau, est de 12,1 °C et le cumul annuel moyen de précipitations est de 718,7 mm,. Pour l'avenir, les paramètres climatiques de la commune estimés pour 2050 selon différents scénarios d'émission de gaz à effet de serre sont consultables sur un site dédié publié par Météo-France en novembre 2022.

## Urbanisme

### Typologie
Au 1er janvier 2024, Saint-Aubin-des-Landes est catégorisée commune rurale à habitat dispersé, selon la nouvelle grille communale de densité à sept niveaux définie par l'Insee en 2022.
Elle est située hors unité urbaine. Par ailleurs la commune fait partie de l'aire d'attraction de Vitré, dont elle est une commune de la couronne,. Cette aire, qui regroupe 30 communes, est catégorisée dans les aires de 50 000 à moins de 200 000 habitants,.

### Occupation des sols
L'occupation des sols de la commune, telle qu'elle ressort de la base de données européenne d'occupation biophysique des sols Corine Land Cover (CLC), est marquée par l'importance des territoires agricoles (90,6 % en 2018), en diminution par rapport à 1990 (94,7 %). La répartition détaillée en 2018 est la suivante : 
terres arables (49 %), prairies (39,1 %), mines, décharges et chantiers (3,5 %), zones industrielles ou commerciales et réseaux de communication (3,2 %), zones urbanisées (2,7 %), zones agricoles hétérogènes (2,5 %). L'évolution de l'occupation des sols de la commune et de ses infrastructures peut être observée sur les différentes représentations cartographiques du territoire : la carte de Cassini (XVIIIe siècle), la carte d'état-major (1820-1866) et les cartes ou photos aériennes de l'IGN pour la période actuelle (1950 à aujourd'hui).

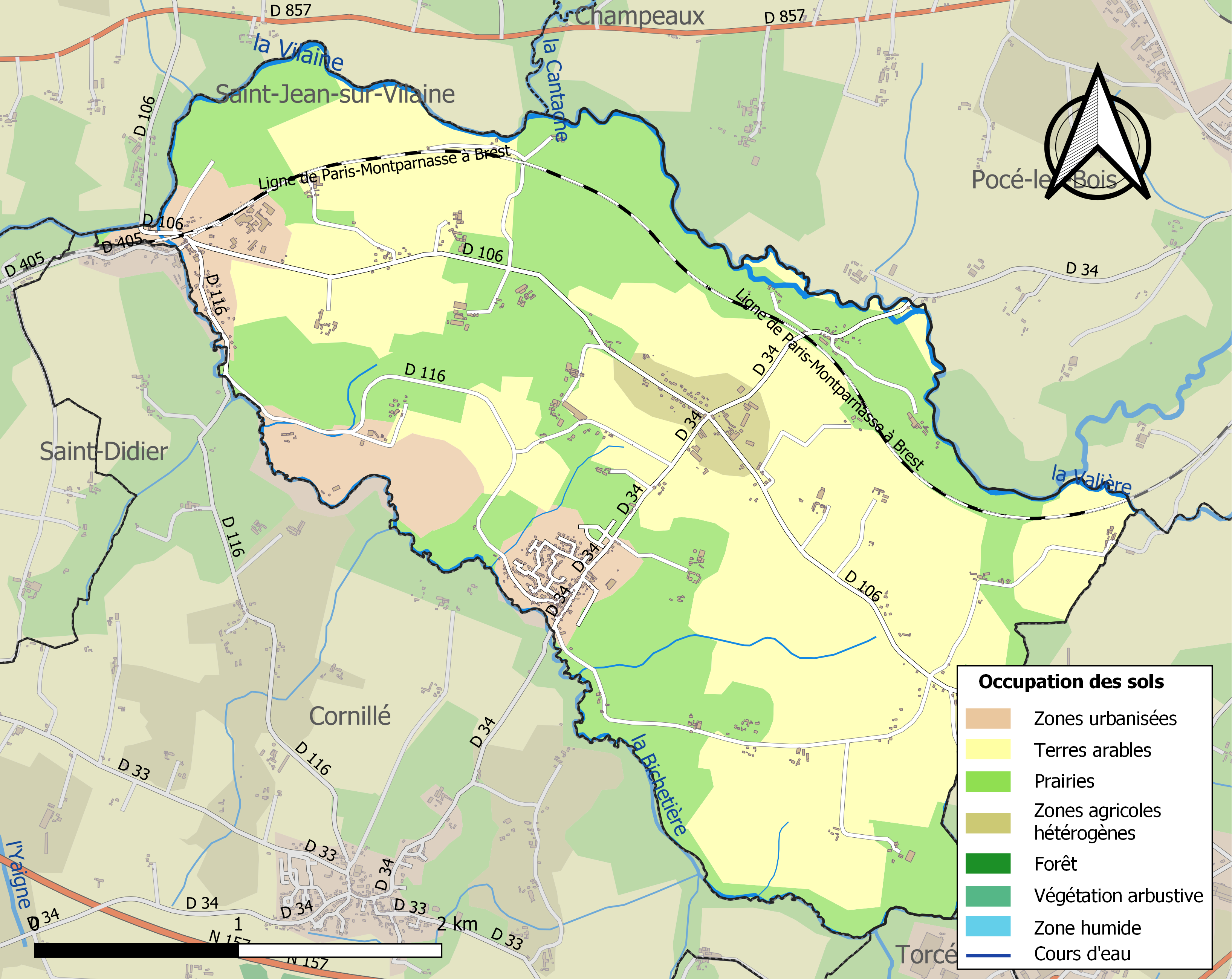
Carte des infrastructures et de l'occupation des sols de la commune en 2018 (CLC).

## Toponymie
Le nom de la localité est attesté sous les formes capella Sancti Albini en 1158, ecclesia Sancti Albini de Landis en 1516[réf. nécessaire].
La commune doit son nom à saint Aubin, qui fut évêque d'Angers au début du VIe siècle.
Le mot « lande » qualifie des communes, souvent récemment, pour les différencier d'autres communes dont le nom ancien est le même[style à revoir][réf. non conforme].

## Histoire

### Moyen Âge
Dans des chartes datant de 1158, 1170 et 1185 qui confirment l'abbaye Saint-Melaine de Rennes en la possession de Saint-Aubin, celle-ci est dénommé capella Sancti Albini et disposait donc d'une simple chapelle ; il faut donc en conclure qu'au XIIe siècle, Saint-Aubin-des-Landes n'était pas encore une paroisse, mais dépendait de celle de Cornillé.
Saint-Aubin-des-Landes fut érigée en paroisse distincte de celle de Cornillé dans le courant du XIIIe siècle ; cette création coïncida peut-être avec l'abandon par les moines de l'abbaye Saint-Melaine de leur prieuré de Cornillé.
Une chapelle frairienne existait dans le village de Brétigneul, lequel doit son nom à l'existence d'un prieuré de Brétigneul, dont l'existence est attestée en 1411 dans la paroisse voisine de Saint-Didier. Une chapelle Saint-Julien existait à Brétigneul ; elle fut détruite dans la décennie 1850 lors de la construction de la ligne de chemin de fer. Une autre chapelle, elle aussi détruite, existait au manoir des Fresnais.

### Époque moderne
En 1516 est citée l'ecclesia Sancti Albini de Landis. Le registre des comptes de la fabrique de la paroisse de Saint-Aubin est conservé depuis 1533. Une école de garçons fut créée en 1537 à Saint-Aubin par son recteur Guillaume de Beaucé.
Selon un aveu en date du 31 juillet 1565 de la baronnie de Vitré, le seigneur de la Charonnière dispose du droit de sergentise en la paroisse de Saint-Aubin-des-Landes.
La commune possédait alors plusieurs manoirs : la Blanchardière (qui appartenait par exemple en 1513 à Auffray Le Vayer, prieur de la collégiale de Notre-Dame de Vitré), la Poupardière (propriété des seigneurs de la Charonnière au XVIe siècle), de Boisramé, de la Bonnelaye, de la Grande et de la Petite Fresnais, de la Motte-au-Vayer, de Brétigneul, de la Maçonnière.
Le 2 mai 1611, Georges de Cadelac, écuyer, seigneur de La Motte, résidant en sa maison noble de Bonnelaye (désormais écrit Bonnelais), paroisse de Saint-Aubin-des-Landes, épousa Claude de l'Épronnière (ou Esperonnière), fille d'Arthur de L'Esperonnière, seigneur du dit-lieu (situé en Princé).
Des actes de la baronnie de Vitré datant de 1635 et 1636 concernent l'afféagement des landes de la Vesquerie, un tiers de ces landes l'étant au profit du seigneur de la Charonnière « à charge de cinq deniers monnoye de rente annuelle par chacun journal (...) ».
Au XVIIe siècle, le recteur de Saint-Aubin-des-Landes était grand décimateur de sa paroisse, et devait payer, grâce à l'argent de la dîme qu'il percevait de ses paroissiens, chaque année 160 boisseaux de seigle et 96 boisseaux d'avoine au prieur de Notre-Dame de Vitré (qui dépendait de l'abbaye Saint-Melaine de Rennes). En 1790, cette rente en grains est remplacée par une somme de 440 livres ; il devait alors aussi payer 350 livres son vicaire, 10 livres au seigneur d'Espinay (en Champeaux), 63 livres pour les décimes, etc.. Le seigneur du Bois-Bide (en Pocé-les-Bois), qui possédait aussi la Charonnière (en Saint-Aubin-des-Landes), disposait du droit de prééminence dans l'église paroissiale.
La Moinerie, qui selon Jacques-Xavier Carré de Busserole, serait un lieu-dit de Saint-Aubin-des-Landes (mais l'auteur s'est probablement trompé, un lieu-dit "La Moinerie" existant par contre à Saint-Aubin-des-Bois) appartenait aux XVIIe siècle et XVIIIe siècle à l'abbaye de Fontaine-les-Blanches, proche de Tours.
En 1740, Françoise Onffroy, veuve de Charles Piquet de Montreuil, seigneur du Bois-Bide et de Saint-Aubin-des-Landes, ayant en cette dernière qualité droit de soule le jour de Noël, après vêpres, en cette paroisse, renonça à ce privilège, voulant éviter les inconvénients du jeu de soule « tels que ivrogneries, coups, inimitiés et vengeances », qu'elle remplaça par « deux cierges de cire blanche d'une honneste grandeur » qui brûleraient pendant le saint office et que lui offriraient les derniers mariés de la paroisse.
En 1759 a lieu la bénédiction de la grosse cloche de l'église paroissiale :

« Le vingt huitième août mille sept cent cinquante neuf aux onze heures du matin la cérémonie de la nomination et bénédiction de la grosse Cloche de cette Paroisse a été faitte; et a été bénie par noble et discret Pierre Degennes Licentier en droit canon et civil Doyen et seul dignitaire de la Collégiale de Champeaux et recteur doyen rural de Ste Marie Magdelaine dudit lieu, & a été nommée Charlote Anthoinette par Messire Vharles Isaac de Boispeau chevalier seigneur dudit lieu conseiller du Roy en son parlement de Bretagne et dame Anthoinette Julie Hoisnard épouse d'Écuyer Jean Baptiste Le Moyne Secrétaire du Roy maison et couronne de France seigneur des terres et seigneuries de La Charronnière, Rousserie, Bois Bide et autres lieux de cette paroisse, cy présent, avec Messire Jean Marie Nicolas actuel seigneur de Pelan et dame Renée Mathurinne Le Moyne son épouse, Messieurs les recteurs des paroisses de Torcé, St M'Hervé, Pocé, Montreuil sur Perrouze, St Jean sur Vilaine et Vergéal, et autres ecclésiastiques et laïques soussignés, présent vénérable et discret Messire Pierre Pairel Recteur de cette paroisse aussy soussigné »

— Registre communal des Baptêmes, Mariages et Sépultures de 1759 et 1760 de la paroisse de Saint-Aubin-des-Landes
Jean-Baptiste Ogée décrit ainsi la paroisse de Saint-Aubin-des-Landes vers 1778 :

« Saint-Aubin des Landes, sur un coteau, à six lieues et demie à l'Est de Rennes, son évêché et son ressort, et à une lieue et demie de Vitré, sa subdélégation. On y compte 600 communiants ; la cure est présentée par l'Abbé de Saint-Melaine. Le territoire, couvert d'arbres et buissons, et arrosé de la rivière Vilaine et d'un ruisseau sur lequel le bourg est situé, produit du grain et du cidre. »

### Révolution française
Saint-Aubin-des-Landes fait partie des communes déclarées totalement insurgées en 1793-1794. Pierre Geslin, laboureur à La Mazure en Saint-Aubin-des-Landes, membre de l'Armée catholique et royale de Rennes et de Fougères, fut blessé le 28 juin 1795 lors du combat du Pont de Cantache qui opposa des Chouans et des Bleus (membres de l'armée révolutionnaire française).
Un épisode de ce combat concerne Saint-Aubin-des-Landes :

« C'était un total de près de quinze cents hommes [de l'Armée révolutionnaire], dont trois cents se portèrent sur la route de Saint-Aubin-des-Landes, en passant par Vitré, pour tourner les royalistes. La situation devenait des plus critiques. Couësbouc se battait toujours dans les bas-fonds avec son intrépidité ordinaire (...). Boishamon et Pontbriand s'établirent sur les petites hauteurs du Bois-Bide, qui bordent la rive droite de la Vilaine, et arrêtèrent la garnison de Vitré, pendant qu'ils faisaient passer la Vilaine à leurs troupes. (...) Sitôt le passage de la Vilaine effectué, la fusillade éclata sur les hauteurs de Saint-Aubin avec le détachement qui opérait le mouvement destiné à cerner les royalistes. Pontbriand la soutint avec quelques compagnies, pendant qu'Henri de Boishamon tenait ferme, à l'arrière, sur les bords de la Vilaine. Ils donnaient ainsi le temps au gros de leurs forces de se retirer au-delà de la rivière d'Étrelles (...). Le passage en fut assez lent car une simple poutre y servait de pont. (...) On s'était battu pendant près de trois heures ; plus de 2 000 hommes avaient été engagés. »

Six chouans furent fusillés en 1795 sur la lande de Saint-Aubin au chemin de la Housselais.

### LeXIXesiècle
En mai 1831, un détachement de soldats envahit la cour du presbytère de Saint-Aubin-des-Landes à la recherche d'un déserteur susceptible d'y être caché et malmena quelque peu le curé, suspecté d'être hostile au nouveau régime de la monarchie de Juillet.
En mai 1832, lors de l'insurrection légitimiste de 1832, une révolte chouanne, soutenant les légitimistes, considérant Henri V comme roi légitime, contre la monarchie de Juillet (le roi Louis-Philippe étant considéré comme un usurpateur), nécessita la présence de détachements de troupes du 46e de ligne et de la Garde nationale à Châteaubourg, Saint-Jean-sur-Vilaine, Saint-Aubin-des-Landes, Pocé-les-Bois, etc. ; le 30 mai 1832, un combat oppose les chouans commandés par Alexandre Courson de la Villevalio et Jean-François Le Nepvou de Carfort d'une part, et les forces de l'ordre commandées par le général de Castres sur la lande de Touchenault, près de la ferme de la Gaudinière en Vergéal.
En 1845, A. Marteville et P. Varin, continuateurs d'Ogée, décrivent ainsi Saint-Aubin-des-Landes :

« (...) Principaux villages : Brétigneul, le Plessix, Souillet, la Charronnière, les Mâzures, les Beutrières. Superficie totale 1028 ha (..;) dont terres labourables 696 ha, prés et pâtures 142 ha, bois 68 ha, vergers et jardins 16 ha, landes et incultes 56 ha (...). Moulins : 3 (de Brétigneul, de la Motte, de Lambert; à eau). Cette commune, limitée par la Vilaine au nord, offre quelques bons pâturages. Quant aux landes qui lui ont jadis donné son nom, l'on voit par ce qui précède qu'elles ne répondant pas aujourd'hui à un vingtième du sol. Il y avait jadis un prieuré à la présentation de l'abbé de Marmoutier et valant 800 livres ; de plus une chapellenie dite de Janne-Parathe. Géologie : schiste argileux. On parle le français [en fait le gallo] »

Le 12 juillet 1878, le train express allant de Paris-Montparnasse à Saint-Malo dérailla au kilomètre 346 au lieu-dit les Lacs entre Vitré et Châteaubourg. L'accident fit cinq morts (le chauffeur et un conducteur du train, ainsi que trois voyageurs) et neuf blessés graves. L'enquête qui suivit montra que le train roulait beaucoup trop vite.
La création de la halte ferroviaire des Lacs est demandée pour la troisième fois en 1875 par le conseil général d'Ille-et-Vilaine ; ce vœu est encore renouvelé en 1879. Cette halte n'avait pas été prévue lors de la construction de la ligne ferroviaire allant de Paris-Montparnasse à Brest ; sa création permit notamment de desservir le sanctuaire de Notre-Dame de la Peinière (situé dans la commune de Saint-Didier, les pèlerins parcourant à pied le trajet restant (un peu moins de 2 km).
La carrière de schiste ardoisier, mise en exploitation aux Lacs au début du XIXe siècle, profita de la proximité de la halte ferroviaire pour acheminer les matériaux qui en étaient extraits.
En 1864, le Conseil général d'Ille-et-Vilaine indique dans une délibération que l'ancien chemin reliant Saint-Aubin-des-Landes à Cornillé est « complètement impraticable et peut occasionner de très grands malheurs. Il y a donc urgence [à achever le chemin d'intérêt commun no 16]. La commune n'a pas de mairie, il serait nécessaire qu'elle en fit construire une ; mais elle est sans ressource, ayant sacrifié tout ce qu'elle possédait pour la construction de sa maison d'école ».
En 1867, la construction du chemin d'intérêt commun no 76 entre Les Lacs et le bourg de Saint-Aubin-des-Landes est demandée par le Conseil général d'Ille-et-Vilaine. Sa construction, commença en 1874 ; les tronçons allant des Lacs à Marpiré et du bourg de Saint-Aubin-des-Landes à Étrelles furent aménagés et empierrés à leur tour les années suivantes.
En 1879 et 1881, une école congréganiste mixte existait à Saint-Aubin-des-Landes.
Le 18 août 1890, un cyclone [en fait un orage violent] ravagea Saint-Aubin-des-Landes, ainsi que les communes avoisinantes : « (...) Plus de 5 000 arbres ont été déracinés ou brisés. Les toitures de beaucoup de fermes ont été enlevées. Près des Lacs, la route de Rennes, sur une longueur de 200 mètres, était jonchée d'arbres ne laissant aucun passage aux voitures. (...)  Jamais pareils désastres ne s'étaient vus dans la contrée ».

### LeXXesiècle

#### La Belle Époque
Par arrêté du 20 mars 1901, l'école des filles de Saint-Aubin-des-Landes est laïcisée en vertu de la loi sur les congrégations. Le 8 février 1903, le journal Ouest-Éclair écrit, peu avant le moment où les Sœurs durent partir car elles étaient menacées d'expulsion :

« Il y a deux ans environ, leur école ayant été laïcisée, les habitants résolurent de garder les Sœurs tout de même à leurs frais. La paroisse est pauvre : il n'y a pas une seule famille riche. N'importe ! Les uns apportèrent des matériaux, les autres donnèrent leur travail, et on arriva à bâtir de quoi mettre au moins les enfants à l'abri. Comme on ne put loger les Sœurs dans l'école, les religieuses furent recueillies par un propriétaire et nourries par les aumônes. »

En 1904, une épidémie de fièvre typhoïde sévit à Saint-Aubin-des-Landes et Étrelles.
Le 3 avril 1906, deux habitants de la commune, Jean-Marie Texier et Jean Delalande, sont condamnés à 15 jours de prison et 50 francs d'amende chacun par le tribunal correctionnel de Vitré pour injures et voies de fait lors de l'inventaire des biens d'église à Saint-Aubin-des-Landes.
En 1908, le conseil municipal, qui avait précédemment refusé l'installation d'une cabine téléphonique au bourg, demande par contre l'installation de celle-ci à la halte ferroviaire des Lacs.
Par décret en date du 13 juillet 1911 est autorisée la création d'un bureau de bienfaisance dans la commune de Saint-Aubin-des-Landes dont la dotation est constituée des biens ayant appartenu à la fabrique de l'église.

#### La Première Guerre mondiale

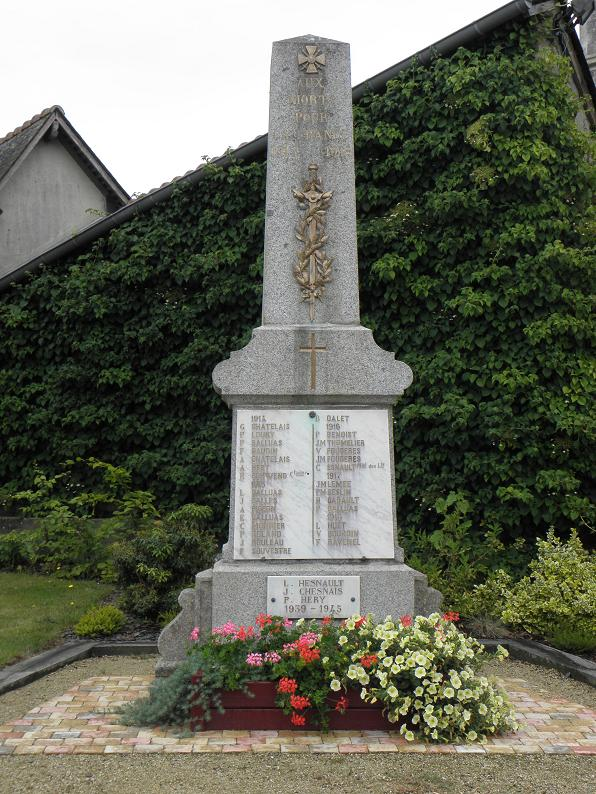
Saint-Aubin-des-Landes : le monument aux morts

Le monument aux morts de Saint-Aubin-des-Landes porte les noms de 28 soldats morts pour la France pendant la Première Guerre mondiale : parmi eux Edmond Balluas décoré de la Médaille militaire et de la Croix de guerre et son frère Pierre Emmanuel, décoré lui aussi de la Croix de guerre. Deux autres soldats, également frères et portant aussi ce même nom de famille sont aussi morts pendant cette guerre : Louis Balluas et Pierre Marie Balluas ; parmi les autres soldats morts, Henri Schwend était capitaine au 45e régiment d'infanterie. Gilles Châtelais, mortellement blessé le 29 août 1914 à La Vallée-aux-Bleds (Aisne), fut décoré de la Médaille militaire à titre posthume en 1922, de même que Pierre Lemée la même année et François Gaudin en 1923.
Isidore Rubin, non inscrit sur le monument aux morts de la commune (mais inscrit sur celui de Cornillé), mais dont la famille habitait Saint-Aubin-des-Landes, soldat au 70e régiment d'infanterie, reçut la Médaille militaire à titre posthume en 1923.

#### L'Entre-deux-guerres
Le pont de la Courbe, sur la Vilaine, entre Saint-Aubin-des-Landes et Pocé-les-Bois, est reconstruit en 1920. Une photographie du moulin de la Motte et du vieux pont est disponible sur le site des Archives départementales d'Ille-et-Vilaine.
Des fêtes populaires étaient alors organisées chaque année dans la commune.
Selon un article publié en 1926, l'école laïque de Saint-Aubin-des-Landes n'aurait eu à cette date aucun élève, mais conservait un enseignant titulaire.
En 1931, l'écroulement du pont de la Courbe sur le CD 34 entre Saint-Aubin-des-Landes et Pocé-les-Bois, permettant le franchissement de la Vilaine, rendit temporairement la circulation impossible jusqu'à sa reconstruction.
Saint-Aubin-des-Landes connaissait alors un solde naturel largement positif : par exemple, pour l'année 1934, la commune enregistrait 12 naissances et 3 décès, ainsi que 5 mariages.

#### La Seconde Guerre mondiale
Le monument aux morts de Saint-Aubin-des-Landes porte les noms de trois soldats morts pour la France pendant la Seconde Guerre mondiale : J. Chesnais ; Louis Esnault, minotier au moulin de Brétigneul ; P. Hery

#### L'après Seconde Guerre mondiale
L'électrification des hameaux s'achève dans les deux décennies d'après-guerre et les routes sont alors bitumées. Le terrain de football est créé en 1969 à son actuel emplacement.
Le premier lotissement communal, celui du "Point du Jour", est créé en 1979. La salle communale est rénovée en 1980 ; une salle polyvalente est construite en 1989 et une halle des sports en 1994. L'assainissement collectif est mis en place dans le bourg entre 1995 et 1999.

### LeXXIesiècle

#### La polémique à propos du déplacement du monument aux morts
En 2007, la municipalité d'Yves Gérard décide le déplacement du monument aux morts en raison d'un réaménagement du bourg, au grand mécontentement d'une partie de la population, notamment de la section locale des anciens combattants. Depuis cette date, deux célébrations ont lieu chaque 8 mai et chaque 11 novembre : l'un, officielle, devant la mairie où a été déménagé le monument aux morts, l'autre, officieuse, devant un monument fictif à l'ancien emplacement, organisé par les anciens combattants. Un référendum devait être organisé le 24 mars 2013 dans la commune pour faire cesser le désaccord, mais il fut finalement annulé.

## Politique et administration
| Période                                  | Période   | Identité               | Étiquette | Qualité                                                                                      |
| ---------------------------------------- | --------- | ---------------------- | --------- | -------------------------------------------------------------------------------------------- |
| 1793                                     | 1817      | Michel Rétif           |           |                                                                                              |
| 1817                                     | 1827      | Jean Jeuland           |           | Laboureur à la Massonnière                                                                   |
| 1827                                     | 1848      | Jacques Chenais        |           | Laboureur propriétaire                                                                       |
| 1848                                     | 1851      | Joseph Perrudin        |           | Meunier au moulin de la Motte                                                                |
| 1851                                     | 1855      | Pierre Roussel         |           | Propriétaire laboureur                                                                       |
| 1855                                     | 1859      | Jean-Marie Roussel     |           | Cultivateur aux Trémières. Fils de Pierre Roussel, maire précédent                           |
| 1860                                     | 1862      | Julien Giquel          |           | Cultivateur                                                                                  |
| 1862                                     | 1878      | Jean Rusard            |           | Laboureur                                                                                    |
| 1878                                     | 1879      | Jean-Marie Méhaignerie |           | Cultivateur à Souillet                                                                       |
| 1879                                     |           | Julien Martin          |           | Laboureur                                                                                    |
| 1880                                     | 1895      | François Mardelé       |           | Meunier                                                                                      |
| 1895                                     |           | Jean Marie Legendre    |           |                                                                                              |
|                                          | 1920      | Pottier                |           | Décédé en 1920                                                                               |
| 1920                                     | 1940      | Joseph Henry           |           | Agent d'assurances. Conseiller d'arrondissement. Habitait Les Lacs en Saint-Aubin-des-Landes |
|                                          |           |                        |           |                                                                                              |
| (avant 2001)                             | mars 2008 | Yves Gérard            |           | Cadre banque                                                                                 |
| mars 2008                                | mai 2020  | Janine Godeloup        | SE        | Retraitée                                                                                    |
| mai 2020                                 | En cours  | Christophe Fesselier   |           |                                                                                              |
| Les données manquantes sont à compléter. |           |                        |           |                                                                                              |

## Démographie
L'évolution du nombre d'habitants est connue à travers les recensements de la population effectués dans la commune depuis 1793. Pour les communes de moins de 10 000 habitants, une enquête de recensement portant sur toute la population est réalisée tous les cinq ans, les populations de référence des années intermédiaires étant quant à elles estimées par interpolation ou extrapolation. Pour la commune, le premier recensement exhaustif entrant dans le cadre du nouveau dispositif a été réalisé en 2005.
En 2022, la commune comptait 923 habitants, en évolution de −2,33 % par rapport à 2016 (Ille-et-Vilaine : +5,46 %, France hors Mayotte : +2,11 %).
| 1793 | 1800 | 1806 | 1821 | 1831 | 1836 | 1841 | 1846 | 1851 |
| ---- | ---- | ---- | ---- | ---- | ---- | ---- | ---- | ---- |
| 593  | 570  | 582  | 607  | 665  | 615  | 602  | 605  | 664  |

| 1856 | 1861 | 1866 | 1872 | 1876 | 1881 | 1886 | 1891 | 1896 |
| ---- | ---- | ---- | ---- | ---- | ---- | ---- | ---- | ---- |
| 681  | 704  | 676  | 561  | 544  | 556  | 539  | 545  | 522  |

| 1901 | 1906 | 1911 | 1921 | 1926 | 1931 | 1936 | 1946 | 1954 |
| ---- | ---- | ---- | ---- | ---- | ---- | ---- | ---- | ---- |
| 483  | 482  | 486  | 491  | 464  | 475  | 473  | 492  | 479  |

| 1962 | 1968 | 1975 | 1982 | 1990 | 1999 | 2005 | 2006 | 2010 |
| ---- | ---- | ---- | ---- | ---- | ---- | ---- | ---- | ---- |
| 503  | 506  | 515  | 636  | 723  | 871  | 888  | 905  | 912  |

| 2015 | 2020 | 2022 | - | - | - | - | - | - |
| ---- | ---- | ---- | - | - | - | - | - | - |
| 937  | 910  | 923  | - | - | - | - | - | - |

Commentaire : La commune de Saint-Aubin-des-Landes connaît un premier pic démographique en 1861 avec 704 habitants, soit un gain modeste de 111 habitants en 68 ans entre 1793 et 1861. La population baisse ensuite pendant les dernières décennies du XIXe siècle et les premières décennies du Xe siècle, en raison de l'exode rural, le minimum démographique étant atteint en 1926 avec seulement 464 habitants, soit une perte de 260 habitants en 65 ans ; les décennies du milieu du XXe siècle voient la population stagner avant de commencer à croître nettement à partir de 1975 : la commune gagne 402 habitants en 38 ans entre 1975 et 2013, le rythme de croissance le plus rapide ayant été l'intervalle intercensitaire 1975-1982 avec un rythme moyen annuel d'accroissement total de + 3 % l'an (avec à cette époque une forte immigration nette : + 1,7 % l'an) et entre 1990 et 1999 où il était de + 2,1 % l'an ; le dynamisme est moindre désormais ( + 0,3 % l'an entre 2008 et 2013) ; depuis 1982 la population croît surtout grâce à un solde naturel positif, variant de + 1,5 à 1,2 % l'an selon les intervalles intercensitaires, le solde migratoire étant même redevenu négatif depuis 1999 ( - 0,7 % l'an entre 1999 et 2008, - 1,0 % l'an entre 2008 et 2013). Entre 2007 et 2015 par exemple, la commune a enregistré 112 naissances et 22 décès. En conséquence, la population communale est plutôt jeune : en 2013 les 0 à 19 ans représentaient 29,3 % de la population totale, contre 12,3 % pour les 65 ans et plus. Cette croissance démographique depuis une quarantaine d'années s'explique par la situation de la commune qui profite du dynamisme économique du Pays de Vitré, de la proximité de la ville de Vitré (Saint-Aubin-des-Landes est désormais une commune périurbaine) et de sa position géographique en plein cœur de l'axe Vitré - Rennes, porte d'entrée principale en Bretagne depuis Paris, qui attire les investisseurs. La commune elle-même fournit peu d'emplois : en 2013, sur les 439 personnes ayant un emploi qui ont été recensées, 73 seulement étaient employées dans la commune, les 366 autres étant des migrants pendulaires.
En conséquence, le parc immobilier est récent (en 2013, 69,8 % des logements, dont 97,9 % sont des maisons individuelles, ont été construites entre 1971 et 2005) et formé quasi exclusivement de résidences principales (5 résidences secondaires seulement en 2013), la commune, qui ne possède ni hôtel ni camping, n'étant pas touristique. La commune n'est plus guère une commune agricole (20 emplois agricoles seulement subsistaient en 2014).

## Transports
La commune est desservie par la ligne de bus n°1 de Vitré Communauté.

## Enseignement
- L'école privée Sainte-Anne et Saint-Joseph accueille ; elle est issue du regroupement pédagogique intercommunal entre l'école Sainte-Anne de Cornillé et l'école Saint-Joseph de Saint-Aubin-des-Landes[112], laquelle accueille pendant l'année scolaire 2016-2017 86 élèves[113]. Il n'existe pas d'école publique dans la commune

## Lieux et monuments
La commune ne compte aucune monument historique mais sept fiches à l'inventaire général du patrimoine culturel :
- Église paroissiale Saint-Aubin : sa nef, de style roman, date en partie du XIe siècle, son chœur de 1623, les deux chapelles de 1838 ; l'église a été en partie reconstruite et le clocher-tour ajoutée entre 1872 et 1876 par l'architecte Audrouing, de Vitré)[114],

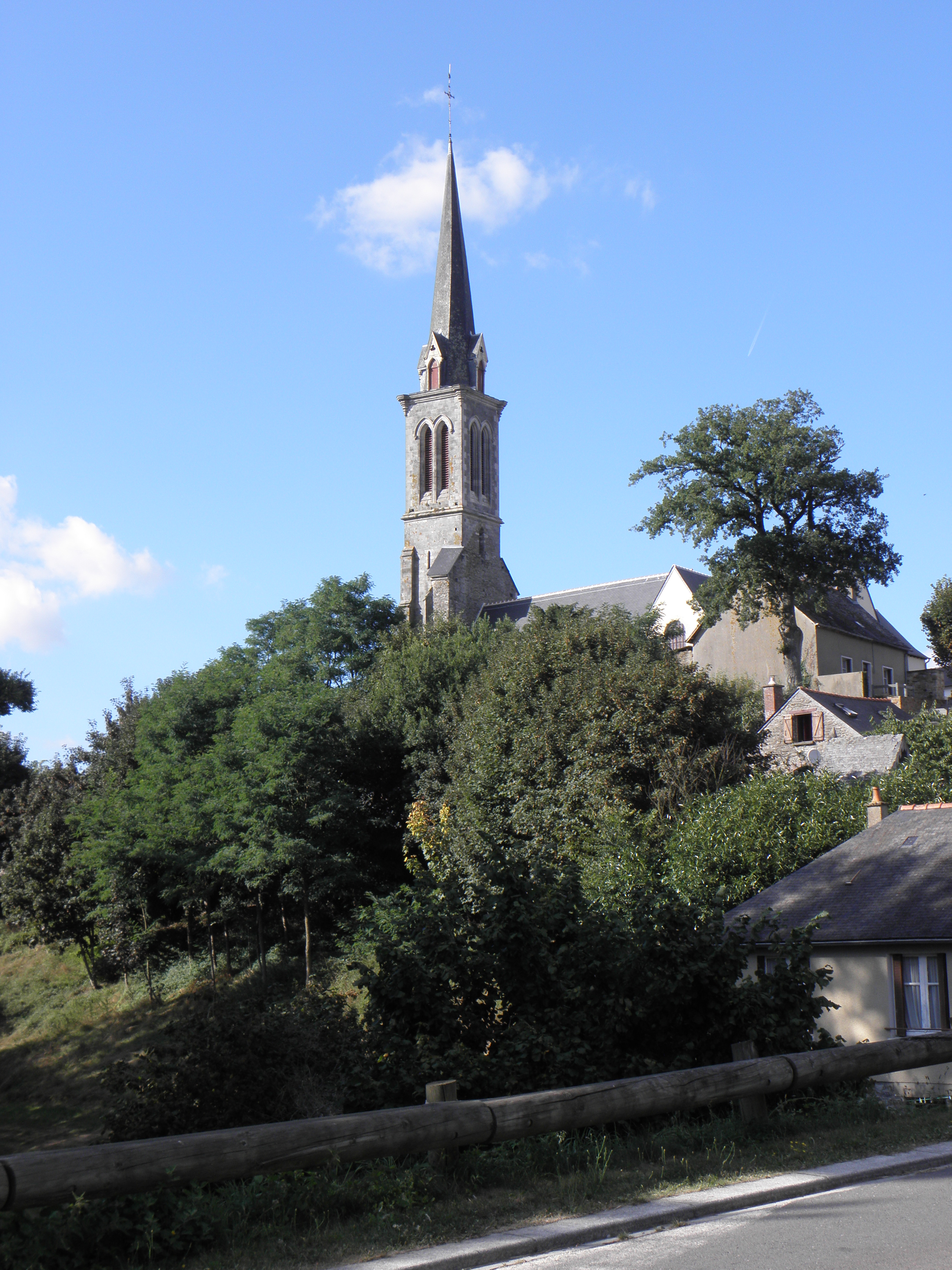
L'église paroissiale Saint-Aubin.
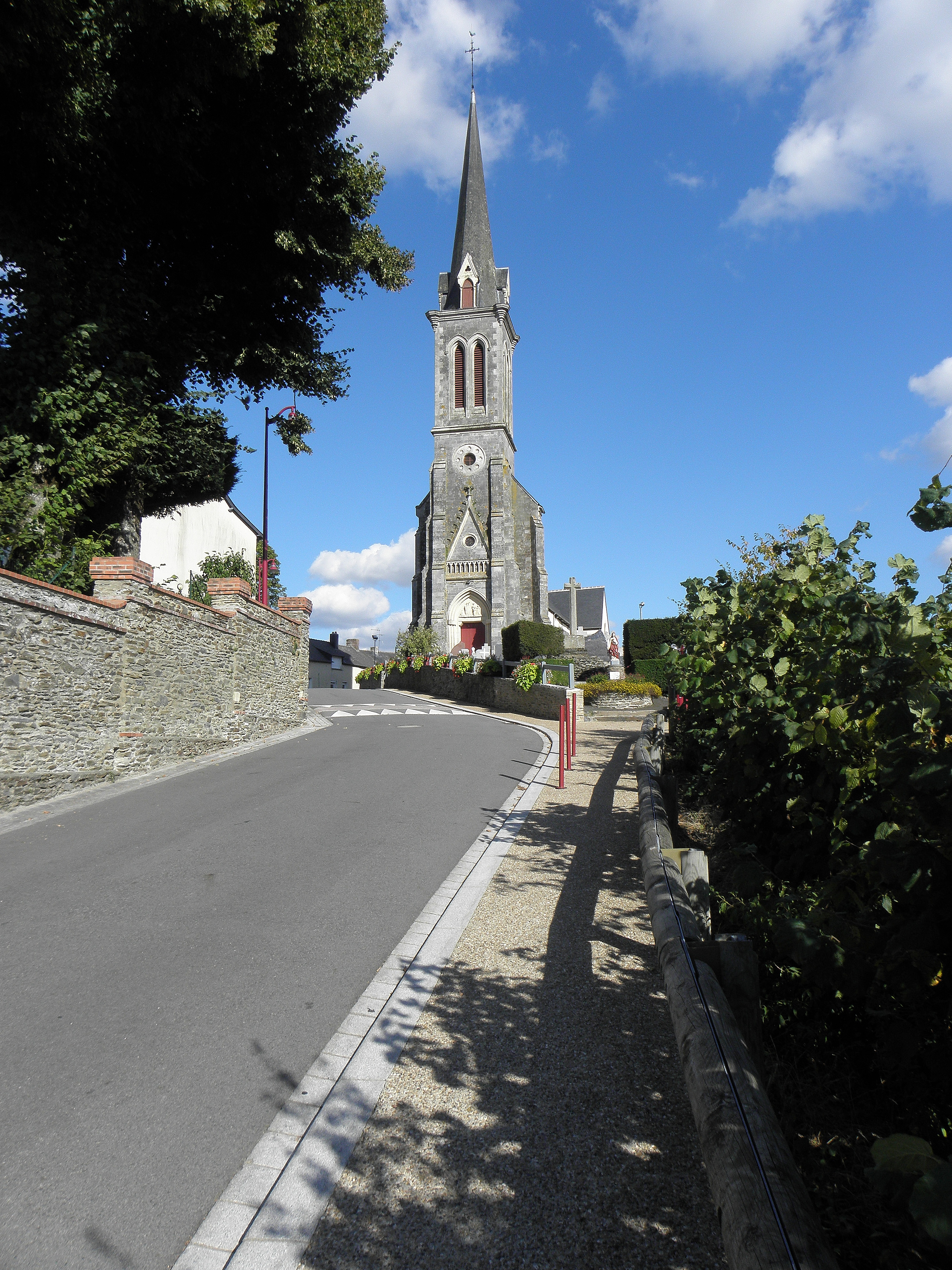
Saint-Aubin-des-Landes : église paroissiale, façade occidentale
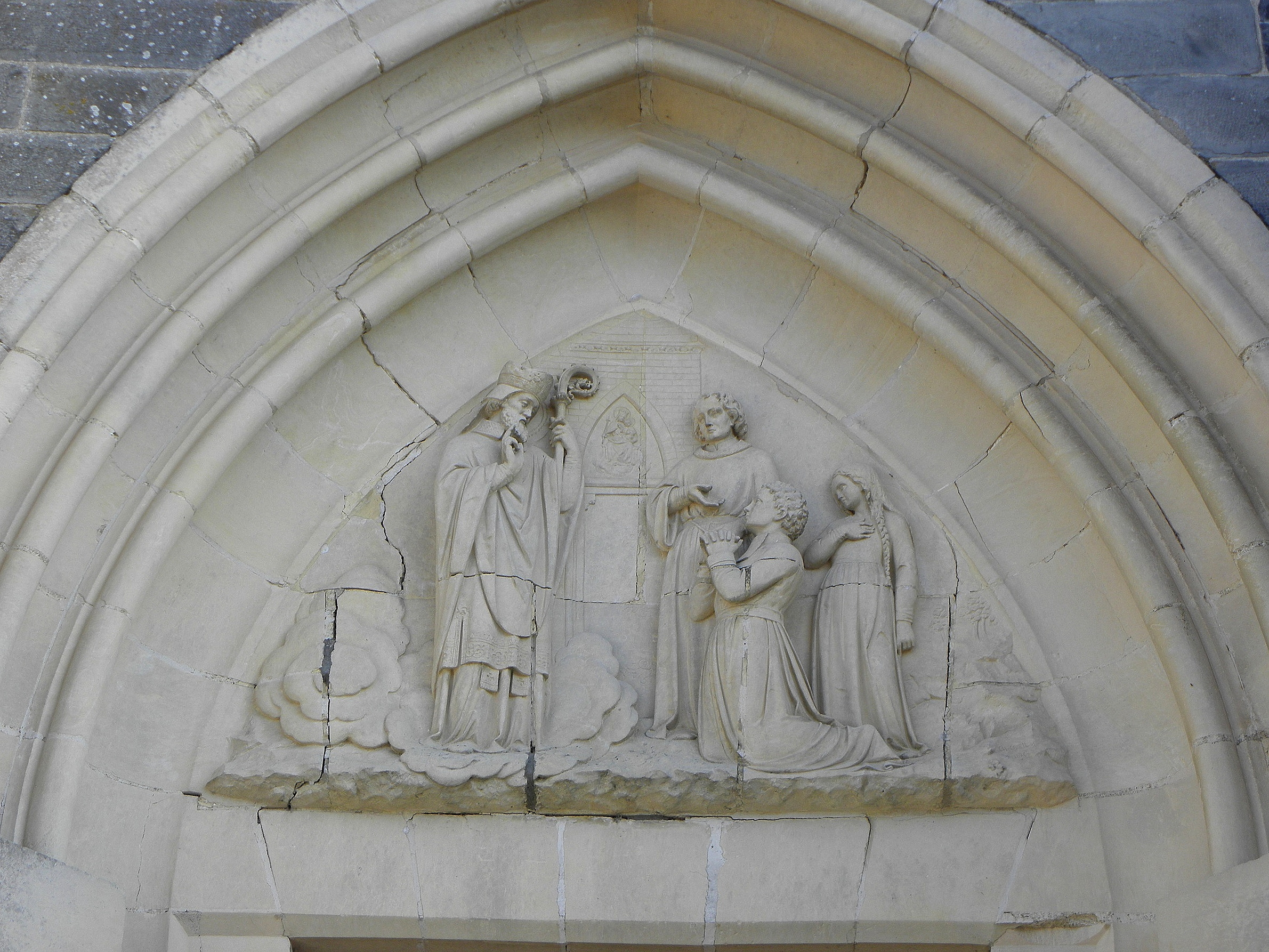
Saint-Aubin-des-Landes : église paroissiale, tympan du portail occidental
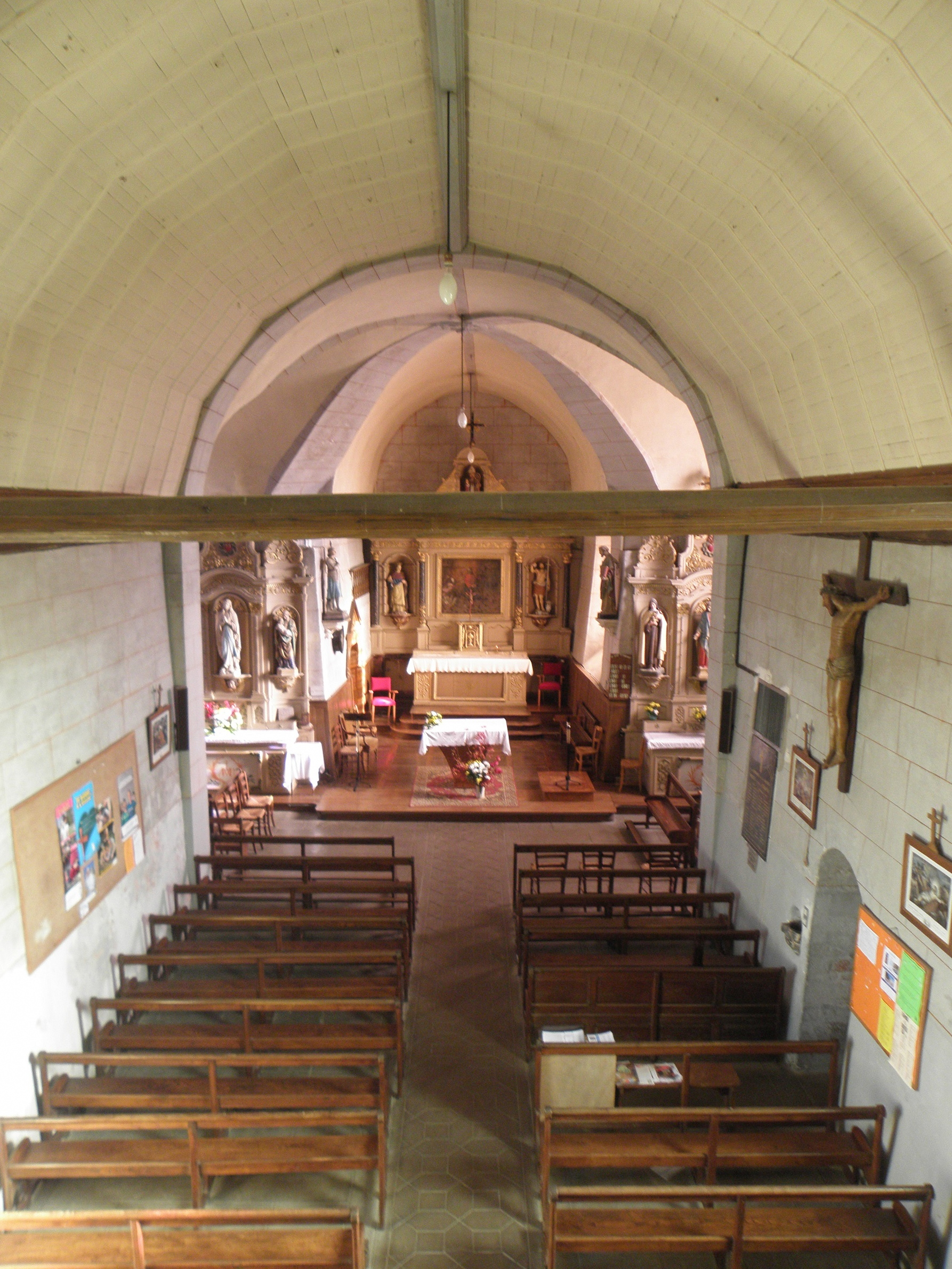
Saint-Aubin-des-Landes : église paroissiale, vue intérieure, la nef vue de la tribune
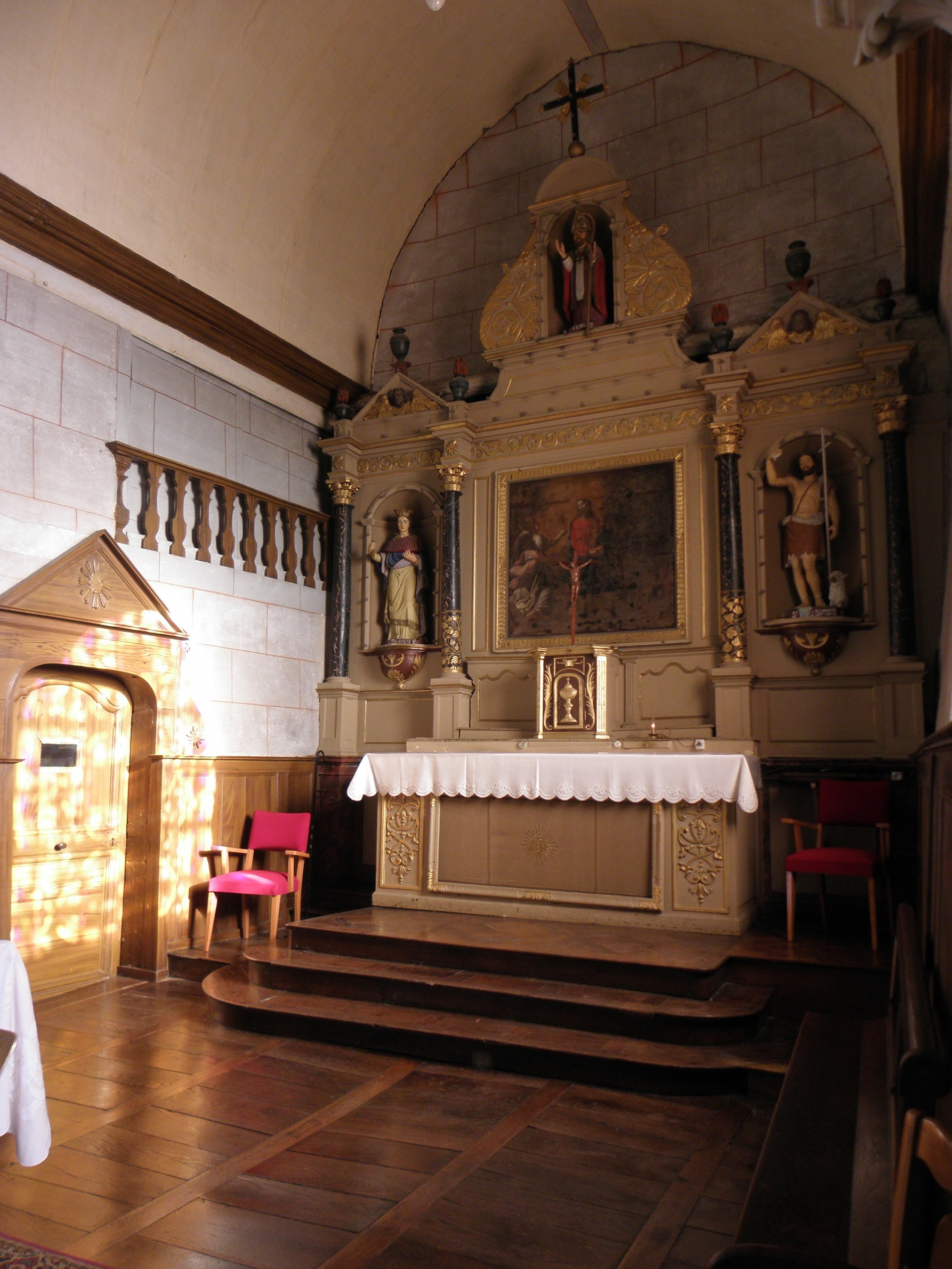
Saint-Aubin-des-Landes : église paroissiale, vue intérieure, tribune seigneuriale et maître-autel
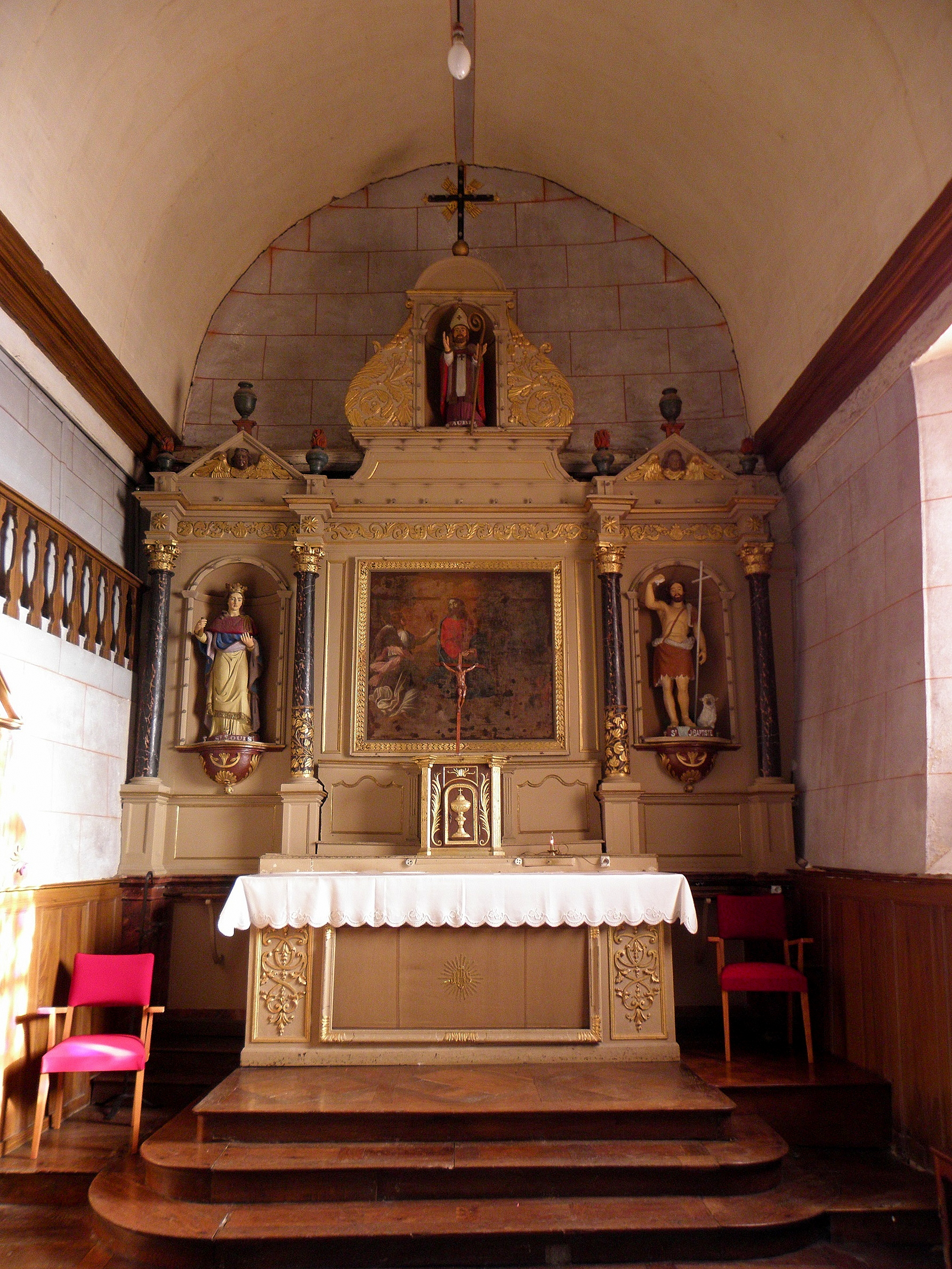
Saint-Aubin-des-Landes : église paroissiale, vue intérieure, maître-autel
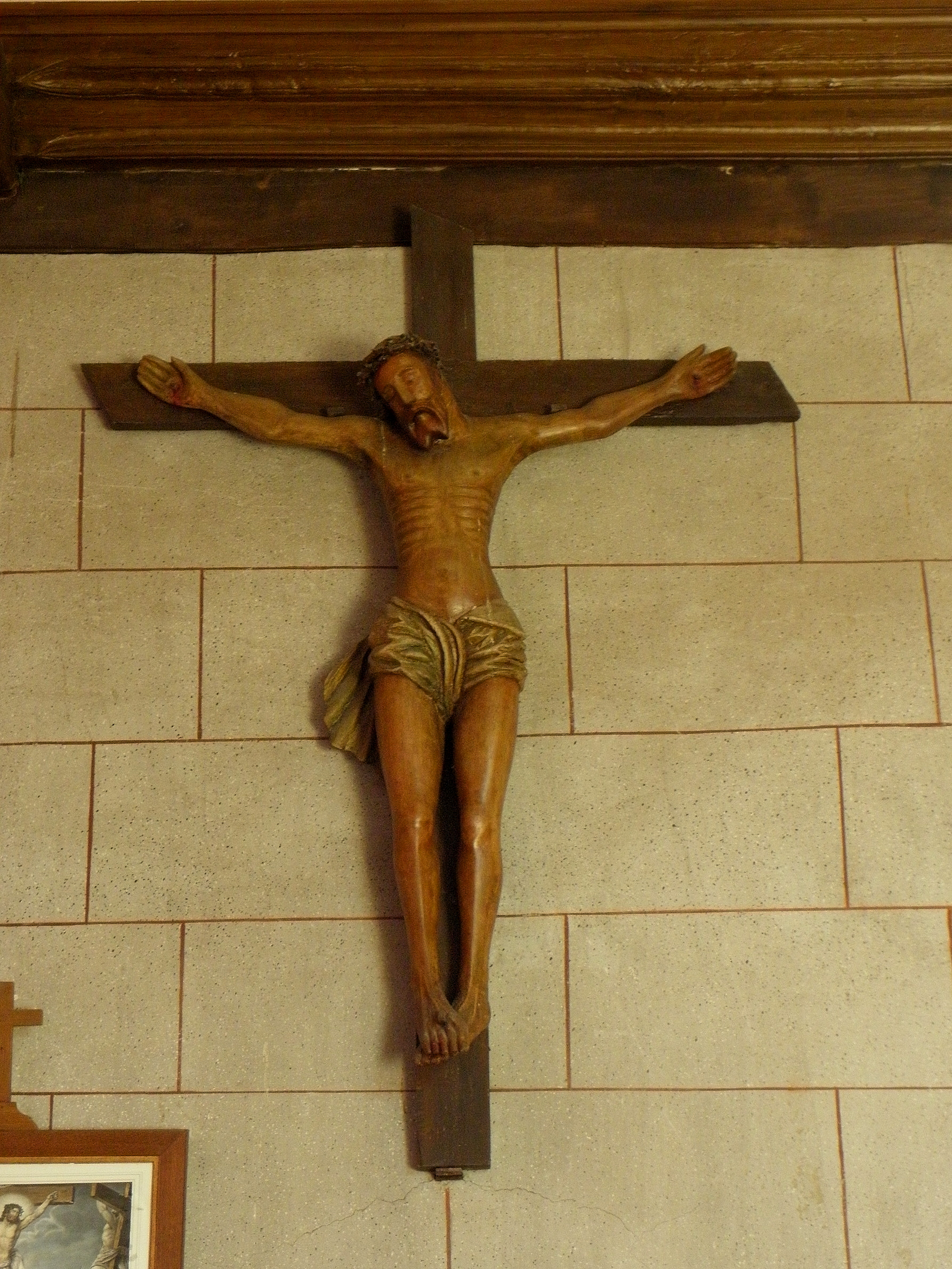
Saint-Aubin-des-Landes : église paroissiale, vue intérieure, Christ du XVIe siècle ornant la costale sud de la nef

- Chapelle Notre-Dame-de-la-Salette, chapelle de cimetière datant de 1878, de style néo-gothique[115],
- Trois manoirs :
  - aux Fresnais[116] ;
  - à la Massonnière[117] ;
  - à la Charronnière[118] ;
- une fiche sur les fermes de la commune (172 bâtiments dont 2 repérés)[119],
- une fiche de présentation de la commune[120].
- Un autre manoir, non répertorié à l'inventaire général du patrimoine culturel, est celui de la Gavouyère[121]

## Activité et manifestations
- L'Étoile sportive Saint-Aubin-Cornillé[122], club de football, créé initialement par l'abbé Jouzel, décédé en 2012 et Joseph Davenel, décédé en 2010.